# Ken Thompson
 Kenneth Lane Thompson  (Nova Orleans, 4 de febrer de 1943), conegut com a Ken Thompson, és un informàtic estatunidenc, pioner en les ciències de la computació. El seu treball amb el llenguatge de programació B i el sistema operatiu UNIX i Pla 9 per als laboratoris Bell. Hom adjudica a Thompson, conjuntament amb Dennis Ritchie, la creació d'UNIX.

## Biografia
El 1965 es diplomà en ciències i el 1966 aconseguí un màster en enginyeria elèctrica i ciències de la computació, per la Universitat de Califòrnia.
Durant els anys seixanta, Thompson i Dennis Ritchie van treballar el sistema operatiu Multics. Mentre escrivia Multics, Thompson va crear el llenguatge de programació Bon, el qual anomenà així per la seva dona, Bonnie. Tant Thompson com Ritchie van abandonar el desenvolupament de Multics per la creixent complexitat, i el 1969 crearen el sistema operatiu UNIX. Thompson també va dissenyar el llenguatge de programació B, un precursor del C.
Thompson havia desenvolupat la versió de CTSS de l'editor QED (editor), que va incloure les expressions regulars per buscar el text. QED i un editor més modern ed (l'editor per defecte en Unix) contribuir al desenvolupament de les expressions regulars. Aquestes van arribar a ser importants en processadors de text. Gairebé tots els programes que treballen amb expressions regulars avui, utilitzen una certa variant de la notació de Thompson.
També va treballar en el desenvolupament de la PDP-11 i en la introducció de les pipes o canonades en els sistemes operatius. El 2 de setembre de 1992, s'inventa al costat de Rob Pike el codi de caràcters UTF-8, però no va ser presentat oficialment fins al gener de 1993 en una conferència a San Diego.
Juntament amb Joseph Condon, va crear el maquinari i el programari per a Belle, un ordinador d'escacs. Més endavant, amb l'ajuda de l'expert escaquista John Roycroft, Thompson va distribuir els seus primers resultats en CD-ROM. L'estil de programació de Thompson ha influenciat notablement altres programadors.
A final de 2000, Thompson es va retirar dels laboratoris de Bell, per treballar a Entrisphere on va quedar fins al 2006. Actualment treballa per a Google.

## Premis
- Premi Turing (1983), juntament amb Dennis Ritchie. Per les seves contribucions al desenvolupament de sistemes operatius en general i la creació d'UNIX en particular.
- Medalla nacional de la Tecnologia dels Estats Units (1999).
- Premi Tsutomu Kanaï (1999) de l'IEEE.